# Ujedinjenje
Ujedinjenje, list za politiku, prosvjetu i gospodarstvo, tiskan od 1917. do 1919. u Švicarskoj i Francuskoj kao glasilo Crnogorskog odbora za narodno ujedinjenje kojeg je financirala Vlada Kraljevine Srbije radi obavještajnoga i promidžbenoga rada na pripremi pripojenja Kraljevine Crne Gore.
Na čelu je ovoga projekta stajao Crnogorac Andrija Radović, bivši crnogorski premijer, koji se početkom 1917. stavio u srpsku službu. No, list Ujedinjenje, čiji je prvi broj izašao 2. travnja  1917. u Ženevi, formalno nije imao glavnoga urednika, već ga je objavljivao Radakcijski odbor. 
Tiskan je u nakladi od 4000 primjeraka i izlazio je svakog drugog tjedna.
Između ostalih adresa, slan je ovaj list u austro-ugarske logore gdje su bili zatočeni brojni crnogorski časnici. 
Klevetničke tekstove ni švicarske vlasti nisu tolerirale pa je Ujedinjenje od 17. broja kolovoza 1918. tiskano u Parizu.
Nakon Podgoričke skupštine 29. studenog 1918. Ujedinjenje je distribuirano po Crnoj Gori. 
Početkom 1919. izašao je posljednji broj ovoga lista i u cijelosti je donio hvalospjeve o francuskome generalu Franšu D' Epereu koji je Srbima silno pomogao oko pripojenja Crne Gore Srbiji.

## Vanjske poveznice
- O listu "Ujedinjenje" i Andriji Radoviću